# Mieczysław Wiśniewski

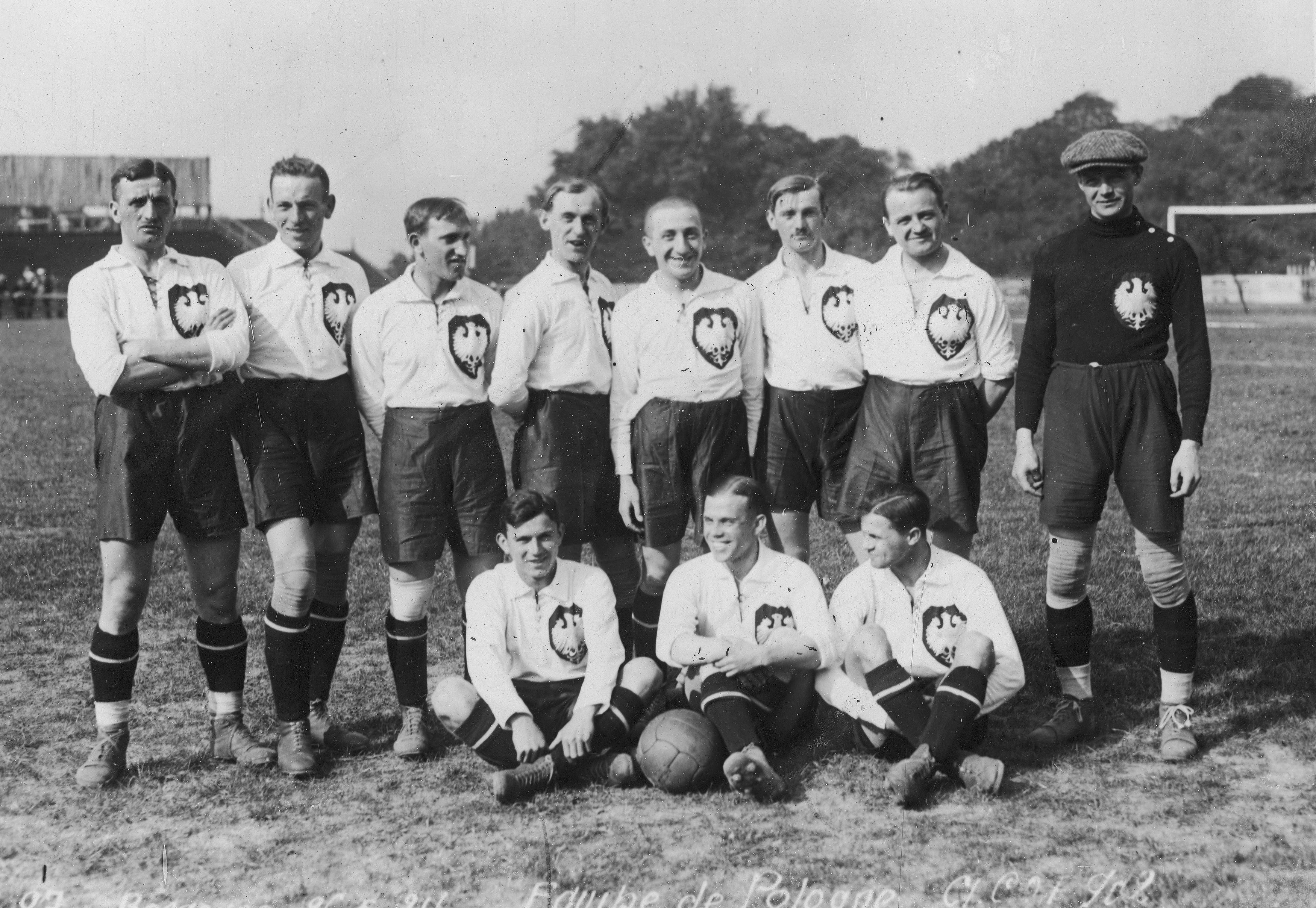
Pools team van de Olympische Zomerspelen 1924

Mieczysław Zygmunt Wiśniewski (Monasterzyska, 23 november 1892 – Krakau, 10 oktober 1952) was een Pools voetballer. Hij speelde gedurende zijn carrière voor Cracovia Kraków en Wisła Kraków.
Wiśniewski speelde 6 wedstrijden voor het Pools voetbalelftal. Hij debuteerde op 28 mei 1922 in een wedstrijd tegen Zweden. Wiśniewski maakte tevens deel uit van de Poolse selectie voor de Olympische Zomerspelen 1924, waar Polen na een 5-0 nederlaag tegen Hongarije al na de eerste ronde uitgeschakeld was.